# Cirrhilabrus rubrimarginatus
Cirrhilabrus rubrimarginatus es una especie de peces de la familia Labridae en el orden de los Perciformes.

## Morfología
Los machos pueden llegar alcanzar los 12,2 cm de longitud total.

## Distribución geográfica
Se encuentra desde las Islas Ryukyu hasta las Filipinas y República de Palau, y desde Indonesia hasta Vanuatu, Fiyi y Tonga.